# Палаццо дель Арте делла Лана
Палаццо дель Арте делла Лана (итал. Il palazzo dell'Arte della Lana — Дворец гильдии шерстяников) — историческое здание во Флоренции (Тоскана, Италия), расположенное в квартале между улицами Виа Калимала, Виа Орсанмикеле, Виа дель Арте делла Лана и Виа дей Ламберти. С 1903 года здание принадлежит Итальянскому обществу Данте (Società Dantesca Italiana).
Палаццо (городской дворец) соединен с церковью Орсанмикеле путепроводом, построенным в 1569 году. В 1901 году Главным управлением древностей и изящных искусств дворец признан монументальным сооружением, являющимся национальным художественным наследием.

## История
Первоначальное здание, предназначенное для резиденции Гильдии шерстяников, было возведено в 1308 году, о чём свидетельствуют две латинские надписи на фасадах нынешнего здания, включающего в себя старую башню семьи Компиоббези, частично сгоревшую в 1284 году после изгнания семьи гибеллинов. В последующие столетия были построены дополнительные помещения для расширения штаб-квартиры в связи с заметной общественной деятельностью Общества Данте.
В 1569 году Козимо I Медичи, чтобы облегчить доступ на верхние этажи церкви Орсанмикеле, где должен был разместиться новый Генеральный архив частных контрактов и завещаний, распорядился о строительстве лестницы с доступом с улицы Виа Калимала. Коридор между зданиями и лестницу проектировал Бернардо Буонталенти.
В 1770 году Гильдия была упразднена, а дворец, уже преобразованный в доходный дом, с 1772 года служил приходским домом той же церкви Орсанмикеле.
В 1890 году здание было приобретено муниципалитетом Флоренции, несмотря на серьёзные повреждения, избежало сноса и было продано в 1903 году Итальянскому обществу Данте. Это послужило стимулом к реставрации и реконструкции. Работы выполнялись в 1905 году архитектором Энрико Лузини. На углу здания с улицы Виа Калимала была построена лоджия «во флорентийском вкусе и характере второй половины XIV века». Фресковое убранство с гербами на лестничной клетке и в других помещениях верхних этажей относится к тому же периоду, что и картина с изображением Данте, демонстрирующего «Божественную комедию», размещённая снаружи здания и скопированная со знаменитой фрески 1465 года Доменико ди Микелино в соборе Санта-Мария-дель-Фьоре.
Внутренние помещения, занимаемые Итальянским обществом Данте, подверглись реконструкции под руководством Управления по охране окружающей среды и архитектурного наследия в 1996—1998 годах. В 2012 году была завершена реставрация фасадов и внутренних помещений.

## Архитектура
Здание состоит из трёх основных корпусов, примыкающих друг к другу и объединённых внутри: центральный корпус, бывший резиденцией Гильдии шерстяников и бывшей башней Компиоббези, корпус Буонталенти на юге и неоготический корпус с лоджией и дарохранительницей на севере. Последние два появились в девятнадцатом веке как обычные дома. прислонившись к другим зданиям непрерывной крепостной стены вдоль Виа Калимала, в которой имелось лишь несколько арочных проходов, а также узкие арки, ведущие на улицу, огибающую Орсанмикеле. При реконструкции обоих зданий были сохранены старинные элементы.
Венчает конструкцию гвельфская зубчатая стена. Над аркой на первом этаже справа находится герб Гильдии шерстяников с «Agnus dei», увенчанным позолоченной эмблемой Анжуйского дома в виде лилии) и надписью: «MCCCVIII: INDICTIŌE VII DIE XI:SEPTEMBRIS:DO MVS7CVRIA:ARTIS:LANE CIVITATIS:FLORENTIE» (1308, индикт VII, 11 сентября. Дом и курия Гильдии шерстяников города Флоренции).
Дворец богат фресками XIV века, особенно в бывшем «Зале представления искусств» (sala delle Udienze dell’Arte): на своде изображены Добродетели и Евангелисты, между окнами — Мадонна на троне среди ангелов, а на левой стене — святые Мартин, Панкратий, Пётр и Феликс (или Августин) — работы, которые некоторые приписывают Липпо ди Бенивиени и датируют 1310—1320 годами. На правой стене находится картина «Инвеститура» — рыцарский турнир или битва, написанная около 1340 года в сиенском стиле и вдохновленная искусством Амброджо Лоренцетти.
На второй этаж можно попасть через главный вход на Виа дель Арте делла Лана по лестнице XIX века: комната в «неосредневековом стиле» покрыта расписным потолком и украшена серией гербов, связанных с городом Флоренцией: искусства (ремёсла), хоругви, районы города. В этой части дворца располагается штаб-квартира Итальянского общества Данте, библиотека которого находится здесь же.
- Угловая часть здания
- Герб Гильдии шерстяников с «Agnus dei». 1308
- Памятная плита фасада по улице Виа дель Арте делла Лана. 1308
- Фонарь фасада. 1905
- Лестница
- Гербы «Зала представления искусств)
- Табернакль. Мадонна с Младенцем, ангелами, святыми Стефаном и Андреем. 1359